# Émile Souvestre
Charles Émile Souvestre (Morlaix, 15 aprile 1806 – Montmorency, 5 luglio 1854) è stato uno scrittore e storico francese.

## Biografia
Quarto figlio dell'ingegnere Jean-Baptiste Souvestre e di Marie-Françoise Boudier, studiò al Collegio reale di Pontivy e poi s'iscrisse alla Facoltà di diritto di Rennes. Nel 1825 pubblicò le sue prime poesie nel giornale locale Le Lycée armoricain.
Laureato nel 1826, si stabilì a Parigi, deciso a intraprendere una carriera letteraria. La sua tragedia Le Siège de Missolonghi fu però rifiutata dalla Comédie Française e, malato e depresso, Souvestre fece ritorno a Morlaix. Nel gennaio del 1829 si trasferì a Nantes, dove aveva ottenuto un impiego presso l'editore Camille Mellinet, che gli pubblicò due raccolte di poesie. Il 20 aprile 1830 sposò Cécile Ballot-Beaupré, sua lontana cugina.
Anche a Nantes il tentato colpo di Stato di Carlo X provocò la sollevazione popolare alla fine di luglio e Souvestre fu tra i promotori della sottoscrizione per ricordare le vittime degli scontri. Il 9 maggio 1831 nacque il figlio Alexis Emile, che visse però pochi mesi, e anche la moglie Cécile morì in conseguenza del parto.
Dopo essere divenuto co-direttore, con Alexis Papot, di una scuola privata, il 23 maggio 1832 Souvestre sposò la sorella del suo collega, Anne Papot, scrittrice impegnata nel nascente movimento femminista, e pubblicò Des arts comme puissance gouvernementale. Lasciata la scuola, si trasferì a Morlaix per aprirvi uno studio legale, poi si stabilì a Brest per insegnare retorica: qui nacquero due figlie, Fanny Noëmie, nel 1834, e Marie Claire, il 28 aprile 1835.
Per motivi di salute, si trasferì con la famiglia a Mulhouse, dove nel 1836 nacque la terza figlia Ada Anah, indi ritornò a Parigi (Belleville). Divenuto redattore della Revue de Paris, il suo romanzo  -tra i primissimi esempi di 'feuilleton' sociale-  Les Derniers Bretons (l'azione si svolge ai tempi della Rivoluzione),   venne pubblicato a puntate, in quel periodo stesso, nella Revue des deux mondes.
Appoggiò la Rivoluzione del 1848 con la partecipazione alle riunioni dei coevi club repubblicani. Si presentò anche alle elezioni dell'Assemblea Costituente ma non venne eletto. Con il sostegno dell'amico, come lui sansimoniano,Hippolyte Carnot, allora ministro dell'Istruzione pubblica, divenne professore all'École Nationale d'Administration  e al Conservatorio di musica tenne un corso di lezioni alla popolazione operaia; ma la reazione conservatrice seguita ai moti di giugno soppresse entrambe le istituzioni.
Nel 1850 le sue Causeries historiques et littéraires ottennero il premio dell'Académie française, che nel 1854 gli attribuì anche, postumo, il Prix Lambert. A seguito del Colpo di Stato del 2 dicembre 1851 nascose nella sua casa Edgar Quinet e la moglie Hermione Asachi, poi fuggiti a Bruxelles. Souvestre stesso lasciò la Francia per dare conferenze di storia letteraria a Ginevra, a Losanna e a Neuchâtel. 
Emile Souvestre morì nel pomeriggio del 5 luglio 1854 a Montmorency, in rue de Grétry, e fu sepolto nel cimitero di Père-Lachaise. Un suo pronipote, Pierre Souvestre, è il creatore, con Marcel Allain, di Fantômas, celebre figura della letteratura popolare.